# Javesella bottnica
Javesella bottnica är en insektsart som beskrevs av Huldtn 1974. Javesella bottnica ingår i släktet Javesella och familjen sporrstritar. Arten har ej påträffats i Sverige. Inga underarter finns listade i Catalogue of Life.